# Glen Powell
Glen Thomas Powell, Jr. (Austin, 21 de outubro de 1988) é um ator, dublê, escritor e produtor estadunidense.

## Vida pessoal
Powell nasceu e foi criado em Austin, Texas. Filho de Glen Thomas Powell e Cyndy Powell, ele tem uma irmã mais velha, Lauren Powell, e uma irmã mais nova, Leslie Powell, que é cantora. Antes de se mudar para Los Angeles, Glen tornou-se um membro da Fraternidade Sigma Phi Epsilon, e frequentou a Universidade do Texas em Austin, com especialização em Rádio, Televisão e Cinema.

## Carreira
Powell começou a atuar profissionalmente no teatro, com papéis em "The Music Man", "Oliver" e "The Sound of Music". Ele também fez parte da premiada trupe de performance Broadway Texas Players, de 1999 até 2003. Powell já atuou em séries de televisão como "Into the West", "Jack and Bobby", "CSI: Miami", "Without a Trace" e "Scream Queens".

## Filmografia

### Filmes
| Ani  | Título                                            | Papel                     | Notas |
| ---- | ------------------------------------------------- | ------------------------- | --- |
| 2003 | Spy Kids 3-D: Game Over                           | Menino de dedos longos    | |
| 2005 | The Wendell Baker Story                           | Paper Boy Travis          | |
| 2006 | Fast Food Nation                                  | Steve                     | |
| 2007 | The Great Debaters                                | Preston Whittington       | |
| 2009 | Jumping Off Bridges                               | Eric Turner               | |
| 2009 | The Hottest State                                 | John Jaegerman            | |
| 2012 | J.A.W.                                            | Aiden                     | |
| 2012 | The Dark Knight Rises                             | Comerciante #1            | |
| 2013 | Red Wing                                          | Francis Riley             | |
| 2014 | The Expendables 3                                 | Thorn                     | |
| 2014 | Sex Ed                                            | JT                        | |
| 2015 | Wind Walkers                                      | Sonny Childe              | |
| 2016 | Misconduct                                        | Doug Fields               | |
| 2016 | Ride Along 2                                      | Troy                      | |
| 2016 | Everybody Wants Some!!                            | Finnegan                  | |
| 2016 | Hidden Figures                                    | John Glenn                | Prêmio de Performance do Elenco do Festival Internacional de Cinema de Palm Springs Prêmio Screen Actors Guild de Melhor Atuação de Elenco em um Filme |
| 2017 | Sand Castle                                       | Sargento Dylan Chutsky    | |
| 2018 | The Bad Guys                                      | Whit                      | |
| 2018 | The Guernsey Literary and Potato Peel Pie Society | Mark Reynolds             | |
| 2018 | Set It Up                                         | Charlie                   | |
| 2022 | Apollo 10 1⁄2: A Space Age Childhood              | Bostick                   | |
| 2022 | Top Gun: Maverick                                 | Tenente "Hangman" Seresin | |
| 2022 | Devotion                                          | Tom Hudner                | Produtor executivo |
| 2023 | Hit Man                                           | Gary Johnson              | Roteirista e produtor |
| 2023 | Anyone but You                                    | Ben                       | [ 4 ] |
| 2024 | The Blue Angels                                   | —                         | Documentário; produtor |
| 2024 | Twisters                                          | Tyler Owens               | [ 5 ] |
| 2025 | The Running Man                                   | Ben Richards              | Filmando |
| TBA  | Huntington                                        | Becket Redfellow          | Pós-produção |

### Televisão
| Ano       | Título                          | Papel                     | Notas                                                             |
| --------- | ------------------------------- | ------------------------- | ----------------------------------------------------------------- |
| 2003      | Endurance                       | Ele mesmo / Participante  | Episódio: "Drop-Out"                                              |
| 2004      | Jack & Bobby                    | Rich Wolf                 | Episódio: "Piloto"                                                |
| 2005      | Into the West                   | Jackson Wheeler           | Episódio: "Hell on Wheels"                                        |
| 2008      | Without a Trace                 | Brett Farnsworth          | Episódio: "True/False"                                            |
| 2009      | CSI: Miami                      | Logan Crawford            | Episódio: "Head Case"                                             |
| 2011      | Rizzoli & Isles                 | Graham Randall            | Episódio: "Remember Me"                                           |
| 2012      | The Lying Game                  | Gavin Turner              | Episódio: "No Country for Young Love"                             |
| 2012      | NCIS                            | Evan Westcott             | 2 episódios                                                       |
| 2015–2016 | Scream Queens                   | Chad Radwell              | 16 episódios                                                      |
| 2017      | All Hail King Julien            | Trent (golfinho)          | Voz; 3 episódios                                                  |
| 2020–2022 | Jurassic World: Camp Cretaceous | Dave                      | Voz; recorrente (temporadas 1 & 5); participação (temporada 2)    |
| 2023      | Rick and Morty                  | Kwyatt                    | Voz; episódio: "Wet Kuat Amortican Summer"                        |
| 2024      | Saturday Night Live             | Ele mesmo                 | Participação especial; episódio: "Sydney Sweeney/Kacey Musgraves" |
| 2024      | Family Guy                      | Patrick McCloskey (voz)   | Episódio: "Peter, Peter, Pumpkin Cheater"                         |
| 2025      | Chad Powers                     | Russ Holliday/Chad Powers | Papel principal; também co-criador, escritor e produtor executivo |